# كورجون نمساوي
كورجون نمساوي (الاسم العلمي:Coregonus austriacus) هو نوع من الأسماك يتبع جنس الكورجون من فصيلة سمك السلمون.